# Bulolia
Bulolia is een geslacht van spinnen uit de familie springspinnen (Salticidae).

## Soorten
De volgende soorten zijn bij het geslacht ingedeeld:
- Bulolia excentrica Żabka, 1996
- Bulolia ocellata Żabka, 1996